# 진도 용장성
진도 용장성(珍島 龍藏城) 또는 용장산성(龍藏山城)은 대한민국 전라남도 진도군 용장리에 있는 고려시대의 산성이다.
몽골군의 침입을 받아 항쟁하던 고려가 원종 때 강화조약을 맺고 개경으로 환도하자, 이에 반대한 삼별초군이 원종의 6촌인 왕온을 왕으로 추대하고 진도로 내려와 항거하였는데, 이때 삼별초군이 대몽항쟁(1270~1271)의 근거지로 삼은 성이다.
동국여지승람에 의하면 섬의 둘레는 3만 8,741척, 높이 5척이라 하였을 뿐, 그 이상의 상황은 밝혀지지 않았다.
1964년 6월 10일 대한민국 사적 제126호로 지정되었다.

## 개요
고려의 장군 배중손이 이끌던 삼별초가 몽골의 침략에 대항하여 항쟁을 벌였던 장소이다.
고려 고종 18년(1231)부터 침략해 오던 몽골과의 전쟁을 벌이기 위해 고려는 수도를 개경에서 강화로 옮겼다. 그리고 40여 년 동안 삼별초가 중심이 되어 몽골과의 전쟁을 벌였으나, 원종 11년(1270년) 고려 조정이 몽골에 항복을 하였다. 이를 받아들일 수 없던 배중손을 비롯한 삼별초는 왕족인 승화후 왕온(承化候 溫)을 왕으로 삼고 남쪽으로 내려와 진도에 궁궐과 성을 쌓고 몽골과의 전쟁을 계속하였다. 이때 쌓은 성이 바로 용장성이다.
지금은 용장산 기슭에 약간의 성벽이 부분적으로 남아있으며, 성 안에는 용장사가 있던 절터와 궁궐의 자리가 남아있다. 용장성 안에는 성황산이 있는데, 이 산에도 산성을 쌓은 흔적이 보인다.
성이 만들어진 연대가 확실하고 나름의 궁궐이 만들어진 점에서 가치있는 유적이다.

## 현지 안내문
성(城)이란 일정지역을 보호하고 행정이나 군사의 중심지로 활용하기 위해 돌이나 흙은로 쌓은 건조물을 말한다.
용장산성은 고려 삼별초가 몽고의 침량에 대항하여 나라를 지키고자 고려 원종 11년(1270년)부터 14년(1273년)까지 근거지로 삼았던 성터이다. 고려는 수도를 강화도로 옮겨 몽고군을 상대로 40년 동안 맞서 싸웠으나, 원종 11년(1270년) 마침내 몽고와 화친을 맺고 강화도를 포기하고 수도 개경으로 돌아오게 되었다. 이에 배중손(裵仲孫) 이하 삼별초의 군사들은 대몽항쟁의 굳은 결의를 다짐하고 왕족인 승화후(承化侯) 온(溫)을 추대하여 왕으로 삼아 강화도에서 항쟁하였다. 그러나 강화도가 개경과 너무 가까우므로 장기간 항전에 어려움이 있어 천여 척의 배와 병력, 가족, 물자를 싣고 남천하여 이곳 진도 용장으로 옮겨왔는데, 이 때 쌓은 성이 옹장성이다.
주변이 산으로 이루어진 산성안에 건물지가 남아 있는데, 웅장한 석축과 용장사 그리고 행궁 터가 남아 있다. 현재 성의 길이는 12.85km이며 가장 높은 곳은 4m 정도이다.
삼별초 대몽항쟁의 대표적인 유적지로 만들어진 연대가 확실하고 나름의 궁전이 건립되었다는 점에서 가치가 크다.

## 같이 보기
- 삼별초
- 진도 용장사 석불좌상 - 전라남도 유형문화재 제17호

## 참고 자료
- 진도 용장성 - 국가유산청 국가유산포털
- 이 문서에는 다음커뮤니케이션(현 카카오)에서 GFDL 또는 CC-SA 라이선스로 배포한 글로벌 세계대백과사전의 내용을 기초로 작성된 글이 포함되어 있습니다.